# Ramsmåla
Ramsmåla är en by i Torpa socken i norra Ydre härad i Östergötland, precis vid gränsen till Småland och Tranås kommun. I byn bor fyra familjer (2011). Häradsbäcken rinner genom Ramsmåla till Häradssjön.
Ramsmåla omtalas i dokument första gången 1489 (Remmismala) då Gustav Olsson (Stenbock) innehade en gård här som förvaltades åt hans bror Jösses barnbarn. 1528 fanns en gård i Ramsmåla lydande under Näs sätesgård. 1545 var Ramsmåla ett mantal biskopsjord men tycks ha ändrat jordnatur flera gånger under 1500-talet, 1560 räknas det som kyrkojord, 1561 som kyrkoprebende, 1562 som tillhörigt Vadstena kloster, 1565 Skänninge kloster.